# 利克鎮區 (阿肯色州內華達縣)
利克鎮區（英語：Leake Township）是位於美國阿肯色州內華達縣的一個行政鎮區。

## 地方資料
利克鎮區的面積為98.84平方千米，當中陸地面積為98.79平方千米，而水域面積為0.05平方千米。根據2010年美國人口普查的數據，當地共有人口87人，而人口密度為每平方千米0.88人。